# Langue des signes ukrainienne
La langue des signes ukrainienne (ukrainien : Українська жестова мова) est une langue des signes utilisée par les sourds et leurs proches en Ukraine. Elle n'est pas reconnue et serait employée par environ 54 000 personnes.

## Histoire

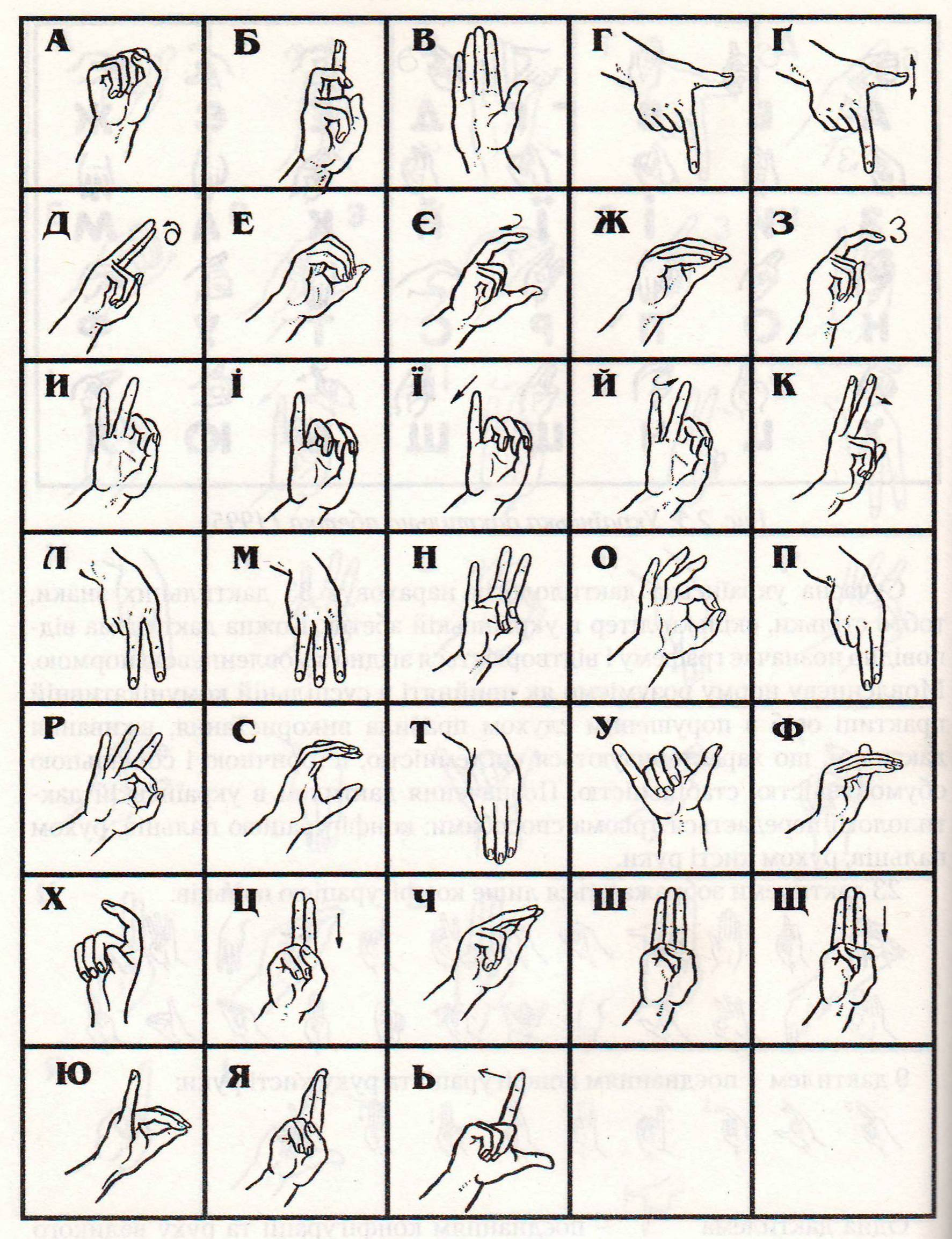
Alphabet dactylologique ukrainien avec la main droite.

## Langue des signes ukrainienne au cinéma
- The Tribe de Myroslav Slaboshpytskiy (2014)